# Palaja
Palaja – miejscowość i gmina we Francji, w regionie Oksytania, w departamencie Aude.
Według danych na rok 1990 gminę zamieszkiwały 1503 osoby, a gęstość zaludnienia wynosiła 102 osoby/km² (wśród 1545 gmin Langwedocji-Roussillon Palaja plasuje się na 250. miejscu pod względem liczby ludności, natomiast pod względem powierzchni na miejscu 540.).

## Zabytki
Zabytki w miejscowości posiadające status Monument historique:
- kościół Saint-Étienne (Église Saint-Étienne)
- piec do suszenia (Four de potier)
- wieża Cazaban (Tour de Cazaban)